# Eddie Scholl

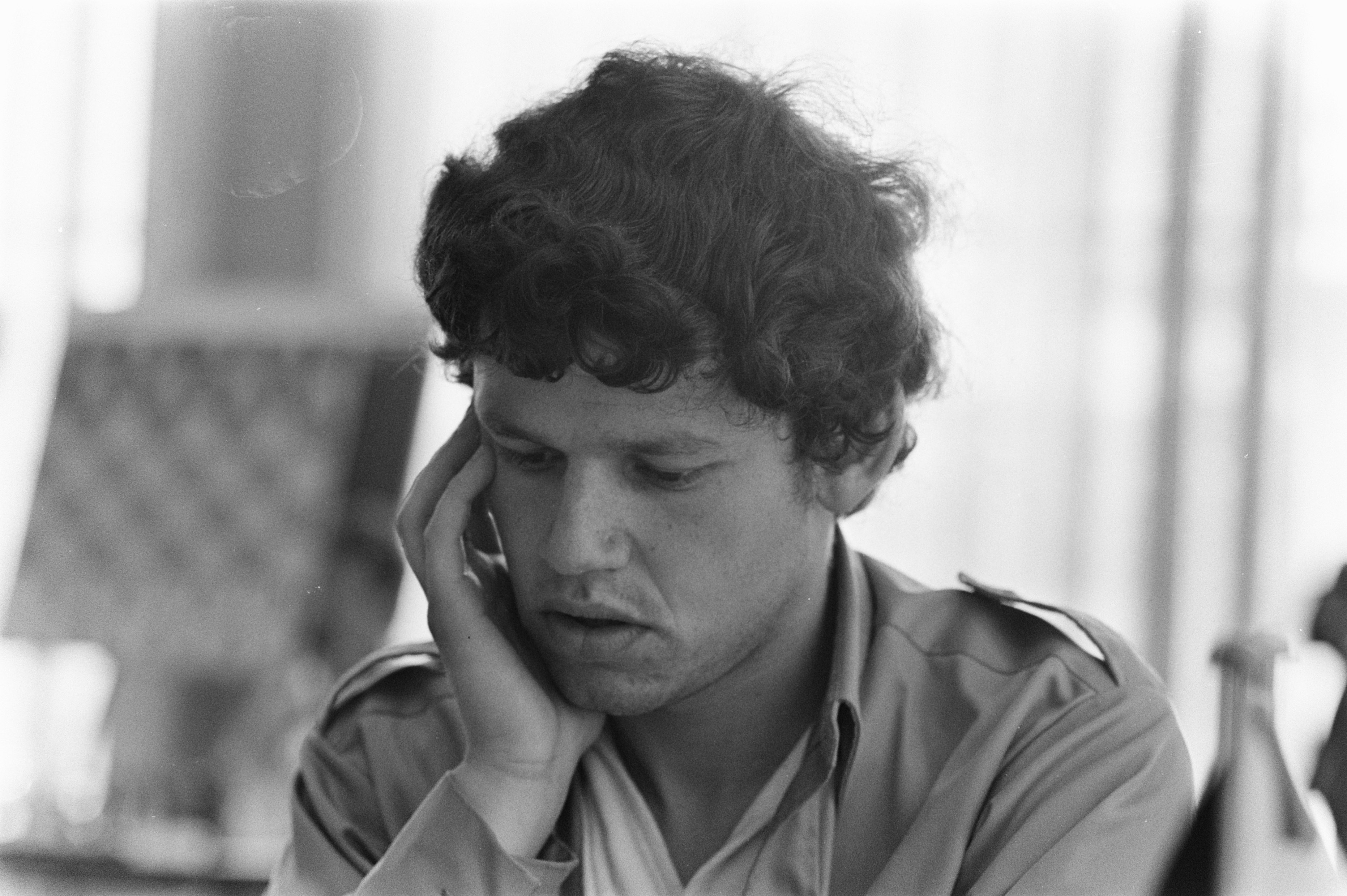
Eddie Scholl in 1970.

Eduard Cornelis (Eddie) Scholl (Leeuwarden, 17 oktober 1944) is een Nederlandse schaker met FIDE-rating 2312 in 2017. In 1970 werd hij schaakkampioen van Nederland.

## Schaakcarrière

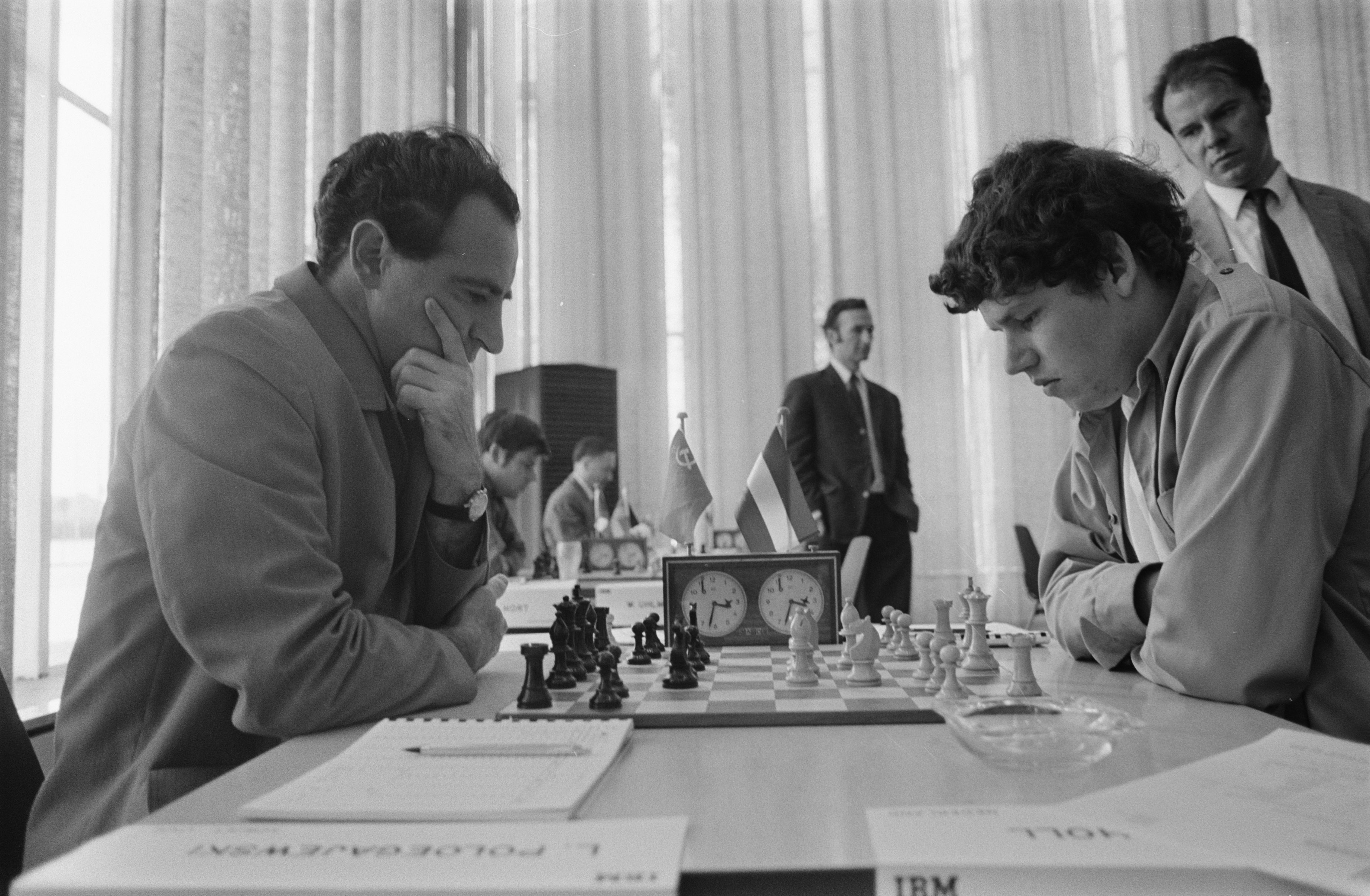
Lev Poloegajevski tegen Scholl (IBM-toernooi, 1970)

Scholl werd in 1963 jeugdkampioen van Nederland, na twee barrages met Rob Hartoch. In 1965 won hij het open Nederlandse kampioenschap. In 1967 en van 1969 t/m 1974 nam hij deel aan het NK Schaken. Hij won in 1970, waarbij de titel overnam van Hans Ree; in 1967 en 1971 werd hij derde.
Op de Schaakolympiade van 1970 speelde hij aan het eerste bord van het Nederlandse team, als beloning voor zijn uitstekende resultaat in het IBM-toernooi van dat jaar met o.a. remises tegen Spasski en Geller.
Hij speelde jarenlang in de interne en externe competitie van schaakvereniging Philidor Leeuwarden.

## Overig
Tot juni 2007 was hij docent wiskunde op het Stedelijk Gymnasium Leeuwarden.

## Externe koppelingen
- (en)   Informatie over schaakpartijen van Eddie Scholl op ChessGames.com
- (en)   Informatie over schaakpartijen van Eddie Scholl op 365chess.com
- (en)  FIDE-ratinggegevens voor Eddie Scholl

## Publicaties
- Paul van der Sterren: 'De kampioen die nooit een titel kreeg. Portret Eddie Scholl'. In: Schaakmagazine, jrg. 125, nr. 1 (feb. 2018)